# The Squaw's Revenge (film 1909)
The Squaw's Revenge (o A Squaw's Revenge) è un cortometraggio muto del 1909 diretto da Fred J. Balshofer che nei credit appare anche come direttore della fotografia.

## Produzione
Il film fu prodotto dalla Bison Motion Pictures.

## Distribuzione
Distribuito dalla New York Motion Picture, il film - un cortometraggio di una bobina - uscì nelle sale cinematografiche statunitensi l'11 giugno 1909.
Non si conoscono copie ancora esistenti della pellicola che viene considerata presumibilmente perduta.